# Kościół Niepokalanego Serca Najświętszej Maryi Panny w Lubieniu
Kościół pw. Niepokalanego Serca Najświętszej Maryi Panny w Lubieniu – rzymskokatolicki kościół filialny w Lubieniu, w powiecie słubickim, w województwie lubuskim. Należy do dekanatu Rzepin w diecezji zielonogórsko-gorzowskiej.

## Historia
Początków parafii można się dopatrywać we wsi około 1200, ale potwierdzenie jej istnienia pochodzi dopiero z 1405 (od 1286 miejscowość stanowiła własność templariuszy). Kościół z tamtych czasów nie zachował się. Został w 1645 zastąpiony nową świątynią. Na jej wyposażeniu znajdował się m.in. srebrny, pozłacany kielich fundacji Marii von Ilon i ołtarz ze sceną Ukrzyżowania z połowy XVII wieku. Ta świątynia także nie dochowała się do dziś, ponieważ zastąpił ją trzeci kościół, obecny – zbudowany w 1830 z kamienia polnego, początkowo jako filialny parafii w Bobrówku.
Posiadał na wyposażeniu m.in. dwa dzwony. Starszy z nich przyozdobiony był napisem minuskułowym (gotyk) o treści: ave Maria gracia plena dominus tecum bene. Drugi dzwon odlany został w 1864 w Szczecinie przez C. Vosso.

### Po II wojnie światowej
Po II wojnie światowej obiekt poświęcono 29 sierpnia 1945 – należał do parafii w Ośnie Lubuskim, a odbudował go ks. Michał Kądziołka. Obecną parafię (Smogóry z siedzibą w Lubieniu) utworzono 26 sierpnia 1985. Do rejestru zabytków kościół wpisano 26 kwietnia 1971. W 2020 na terenie przykościelnego dawnego cmentarza ewangelickiego odkryto zabytkową płytę nagrobną opatrzoną inskrypcją "Herr Johann Koch", pochodzącą z 1777.

## Architektura
Kościół z kamienia polnego i cegły w stylu późnoklasycystycznym. We wnętrzu znajdują się empory wsparte na kolumnach doryckich.